# Leia martinovskyi
Leia martinovskyi är en tvåvingeart som beskrevs av Sevcik och Papp 2003. Leia martinovskyi ingår i släktet Leia och familjen svampmyggor.
Artens utbredningsområde är Slovakien. Inga underarter finns listade i Catalogue of Life.